# Дано, Ламбер
Ламбер Дано (фр. Lambert Daneau, лат. Lambertus Danaeus, ок. 1530 — ок. 1595) — французский юрист и кальвинистский богослов. Автор многочисленных богословских трудов, из которых наиболее известен его религиозно-политический трактат Politice Christiana.

## Биография
Ламбер Дано родился в семье незначительного дворянина из Божанси. Получив начальное образование в Орлеане, в 1547 или 1548 году он продолжил обучение в Париже у гуманиста Адриана Турнеба. Изучив римское право в университете Орлеана в 1553—1557 годах дважды безуспешно пытался стать профессором, после чего уехал в Бурж, где оставался до 1559 года. По-видимому, именно там он получил степень доктора правоведения. Большое впечатление на Ламбера произвела мученическая смерть гугенота Анна Дюбура, после чего он переехал в Женеву в 1560 году. Там Дано посещал проповеди и лекции Жана Кальвина, под влиянием которых принял решение оставить юридическую карьеру. По решению пасторов Женевы был направлен обратно во Францию, и с 1562 по 1572 год был священником в Жиане. Несколько раз в течение Гугенотских войн ему приходилось искать убежище в Орлеане, один раз его арестовали, дважды конфисковывали библиотеку. Это десятилетие Дано посвятил написанию «Исагоги» (лат. Isagoge), в которой излагал основные положения богословия с помощью диалектического метода, переводил полемические трактаты Тертуллиана и Киприана. Образцом для его диалога о колдовстве «De veneficiis» (1564), возможно, послужил «Стрикс» (1523) Джанфранческо II Пико делла Мирандола. Также Дано опирался на труды ранних христианских авторов и осуждение колдовства богословским факультетом Парижского университета в 1398 году. Уже в 1575 году книга была переведена на английский язык. В 1571 году принял участие в синоде в Ла-Рошели, на котором было принято Галликанское исповедание. После событий Варфоломеевской ночи вернулся в Женеву, где посвятил себя богословию.
В Академии Теодора Беза Дано стал лектором богословия, а 25 июня следующего года был назначен пастором собора Сен-Пьер. Когда в 1576 году церковь Жиана попросила Дано вернуться, тот ответил отказом по причине плохого здоровья. За период с 1573 по 1581 год Дано написал примерно 27 книг, большинство из которых были весьма значительны по объёму. Среди них моральные трактаты, переводы Августина, комментарии на первую книгу «Сентенций» Петра Ломбардского, полемика против убиквитариан, лютеран и «папистов». Со временем репутация Дано настолько возросла, что в мае 1579 года по рекомендации Джироламо Занчи и Даниэля Тоссануса он получил приглашение возглавить кафедру богословия в Лейденском университете. Несмотря на сопротивление властей Женевы и Беза, в феврале 1581 года богослов покинул город.
Вскоре Ламбер Дано активно включился в религиозную жизнь Нидерландов. В мае и июне он участвовал в деятельности синода в Мидделбурге, где полемизировал с Каспаром Коольгаазом, Дирком Корнхертом и городскими магистратами по поводу церковной дисциплины. Попытки внедрить в Лейдене женевские порядки продолжились и далее, в результате чего 28 февраля 1582 года Ламбер был вынужден подать в отставку. С мая 1582 по мая 1583 года он преподавал в Генте, а затем принял приглашение академии Ортеза. Там он закончил работу над «Исагогой» и ряд других богословских трудов. В 1591 году Дано перевёл свой университет в Лескар, а год спустя стал пастором в Кастре. Последние книги Дано были посвящены опровержению Беллармина и христианской политике.

## Труды
Круг интересов Дано был довольно широк. Подобно многим протестантским богословам, он стремился каждый аспект мысли связать с кальвинизмом. Из под его пера вышли труды по христианской физике, этике, истории и политике. Первая важная работа Дано, «Elenchi haereticorum» (1573) посвящена изложению метода аргументации при ведении полемики с еретиками. По образцу «Topica theologica» Андреаса Ипериуса он хотел построить способ опровержение еретических паралогизмов без необходимости знать каждое положение опровергаемого учения. По мнению Дано, руководимые Святым духом пророки и апостолы были величайшими диалектиками, а еретики, уклоняясь от праведной веры, неизбежно совершали логические ошибки. В то же время, сама по себе диалектика является лишь методом, а суть богословия содержится в одном Писании.
526-страничный сборник афоризмов Дано «Politicorum Aphorismorum Silva» содержит краткое изложение политических взглядов Фукидида, Ксенофонта, Полибия, Геродота, Платона, Аристотеля, Цицерона и других древних авторов. Важнейшим трудом Дано считается его «Politice Christiana» в семи книгах, написанное в опровержение «Государя» Макиавелли с христианских позиций и изданное в 1596 году. По мнению автора, Библия даёт достаточно аргументов в пользу республиканского строя. Основой общества, согласно Дано, является семья, а главным благом для человека и общества являются благочестие и слово Божие. Закон, в свою очередь, также является частью слова Божия.